# Daniel Crowley
Daniel "Dan" Crowley (Coventry, 3 augustus 1997) is een professionele voetballer die doorgaans als middenvelder speelt.

## Carrière

### Jeugd
Crowleys carrière begon in de jeugdopleiding van Aston Villa. Hij debuteerde als twaalfjarige het U-16 team van de club en als vijftienjarige in de U-18. Hij speelde in het U-19 team dat de The NextGen Series won in het seizoen 2012/13 toen hij zestien was. Crowley ontving applaus voor zijn nauwkeurige passing en werd qua speelstijl vergeleken met de Engelse international Jack Wilshere.

### Arsenal
Tijdens de zomer van 2013 maakte Crowley de overstap van Aston Villa naar Arsenal. Hier tekende hij op zijn zeventiende verjaardag zijn eerste profcontract.
Door een goede indruk achter te laten in de U-18 en U-21 in zijn eerste twee seizoenen, werd Crowley in het voorseizoen opgenomen in de selectie van het eerste. Met het team nam hij deel aan de tour door Singapore in de zomer van 2015.

#### Verhuur aan Barnsley
Op 31 juli 2015 werd bekendgemaakt dat Crowley op huurbasis tot 3 januari 2016 naar Barnsley zou vertrekken. Hij debuteerde in de eerste wedstrijd van het seizoen op 9 augustus tegen Chesterfield (3-1 verlies). Op 26 augustus maakte Crowley zijn eerste doelpunt als profvoetballer, tegen Everton in de League Cup. Op 30 oktober werd zijn verhuurperiode vervroegd beëindigd doordat hij werd opgeroepen door Arsenal. Barnsley manager Lee Johnson, zelf een oud-speler uit de Arsenal-jeugdopleiding, betreurde het vertrek van de speler en noemde hem "een van de beste 18-jarige die ik ooit heb gezien".

## Interlandcarrière
Crowley is zowel speelgerechtigd voor zowel Engeland als Ierland, doordat zijn grootouders van Ierse komaf zijn. In oktober 2011 maakte Crowley zijn debuut in Engeland –16, tegen Noord-Ierland –16. Hij werd in januari 2012 opgeroepen voor de –16 van Ierland voor een dubbele ontmoeting tegen Portugal en maakte zodoende in de loop van het seizoen 2011/12 voor beide landen zijn debuut. In augustus 2012 speelde Crowley zijn eerste wedstrijd voor Engeland –17. Uiteindelijk zou hij twaalf wedstrijden voor de landenploeg uitkomen. In februari 2013 speelde hij vervolgens weer twee oefenwedstrijden in Ierland –17. Uiteindelijk nam hij met Engeland deel aan het Europees kampioenschap onder 17 in 2013.

## Erelijst
Aston Villa –19
- NextGen Series: 2012/13